# 漣水
漣水（れんすい、Lian River、簡体字: 涟水、拼音: Lián shuǐ）は、中華人民共和国湖南省を流れる湘江の中流の支流。邵陽市市域、婁底市市域、湘潭市市域を流れる。上流では「駱馬江」、後に「甘渓」、「漣水」と名を変える。
水源は新邵県観音山の西南麓にある。新邵県、漣源市、婁底市婁星区、双峰県、湘郷市、湘潭県と流れ、湘潭県河口鎮の湘河口で湘江に合流している。全長232キロメートル、流域面積7,150平方キロメートル。
漣水は、湘潭市市域の農地を潤す「韶山灌区」の主要な水源である。双峰県杏子鋪鎮に大きなダムがあり、その上流の湘郷市内には水府廟ダムがある。このダムは湖南省四大ダムの一つで、水面と周囲の景色が美しく観光地となっている。また水力発電・治水・魚の養殖・水運に使われるほか、用水路網を通じて湘郷市・韶山市などの広範囲にわたって農業用水を供給している。さらに湘潭市中心部でも、汚染がひどくなってきた湘江に代わる新たな水源として活用が検討されている。